# Lasionycta subfumosa
Lasionycta subfumosa là một loài bướm đêm thuộc họ Noctuidae. Nó được tìm thấy ở đảo Victoria và đảo Banks ở Northwest Territories và dãy núi Darby on bán đảo Seward của Alaska.
Đây là một loài sống ban ngày.
Con trưởng thành bay từ cuối tháng 6 qua tháng 7.